# Margaretha Odelberg
Margaretha Louise Odelberg, född Frölich den 3 mars 1899 i Skövde stadsförsamling, död den 29 augusti 1984 i Stockholm, var en svensk översättare.
Mellan 1924 och 1973 översatte Odelberg runt 100 böcker från engelska. Bland de författare hon översatt märks tre nobelpristagare i litteratur, William Butler Yeats, som fick priset 1923, Sinclair Lewis, som fick priset 1930, och Winston Churchill, som fick priset 1953, men också deckarförfattare som Rex Stout och Peter Cheyney. Hennes "meste" författare blev dock Eric Linklater av vilken hon översatte 13 titlar mellan 1946 och 1973.
Margareta Odelberg var dotter till generallöjtnant Fredrik Frölich och friherrinnan Elisabeth D'Albedyhll. Hon gifte sig 1924 med läkaren Axel Odelberg. Makarna Odelberg är begravda på Danderyds kyrkogård.

## Översättningar i urval
- William Butler Yeats: Röde Hanrahan (Norstedt, 1924)
- Sinclair Lewis: Babbitt: historien om en man, hans familj och hans enda stora vänskap (Norstedt, 1924)
- Theodore Dreiser: En amerikansk tragedi (Norstedt, 1927)
- Ludwig Lewisohn: Stephen Escott (Norstedt, 1933)
- Alexander Laing: Sjörået: en berättelse om kapten Roger Murrays och andra personers upplevelser ombord på ett amerikanskt klipperskepp under åren 1846 till 1856 (Norstedt, 1935)
- Rex Stout: Det röda skrinet (Norstedt, 1939)
- John P. Marquand: Fint folk (Norstedt, 1940)
- Quentin Reynolds: De sårade klaga ej (översatt tillsammans med Chrissy Sterzel) (Norstedt, 1941)
- Winston Churchill: Lord Randolph Churchill (Norstedts, 1941)
- Helen MacInnes: Uppdrag i Bretagne (översatt tillsammans med Arne Hägglund) (Ljus, 1942)
- Duff Cooper: Kung David (Norstedt, 1943)
- Peter Cheyney: Giftblomman (Ljus, 1943)
- Evelyn Waugh: En förlorad värld (Ljus, 1946)
- Eric Linklater: Soldat Angelo (Norstedt, 1946)
- Richard P. Dobson: Resor i Kina (översatt tillsammans med Einar Thermænius) (Ljus, 1946)
- Margot Bennett: Tid att byta hatt (Ljus, 1946)
- Christopher Sykes: Trofasthet: fyra studier (översatt tillsammans med Göran Salander) (Norstedt, 1947)
- Joan Grant: Åter till Elysium (Norstedt, 1949)
- Frank G. Slaughter: Tillbaka till livet (Ljus, 1951)
- Edison Marshall: Karavan till Xanadu (Ljus, 1954)
- Han Suyin: Bergen äro unga (översatt tillsammans med Aida Törnell) (Norstedt, 1958)
- Joseph Conrad: Mörkrets hjärta (Biblioteksförlaget, 1960)
- Elizabeth Jane Howard: Förtrollande hav (Norstedt, 1961)
- Iris Murdoch: Ett avhugget huvud (Norstedt, 1962)
- Nicholas Blake: Snögubben (Norstedt, 1965)
- Norman Collins: Guvernörens hustru (Norstedt, 1969)
- Eric Linklater: Fanfar för en plåthatt (Norstedt, 1973)

## Priser
- Sveriges Författarfonds premium till personer för belöning av litterär förtjänst 1963